# Flota

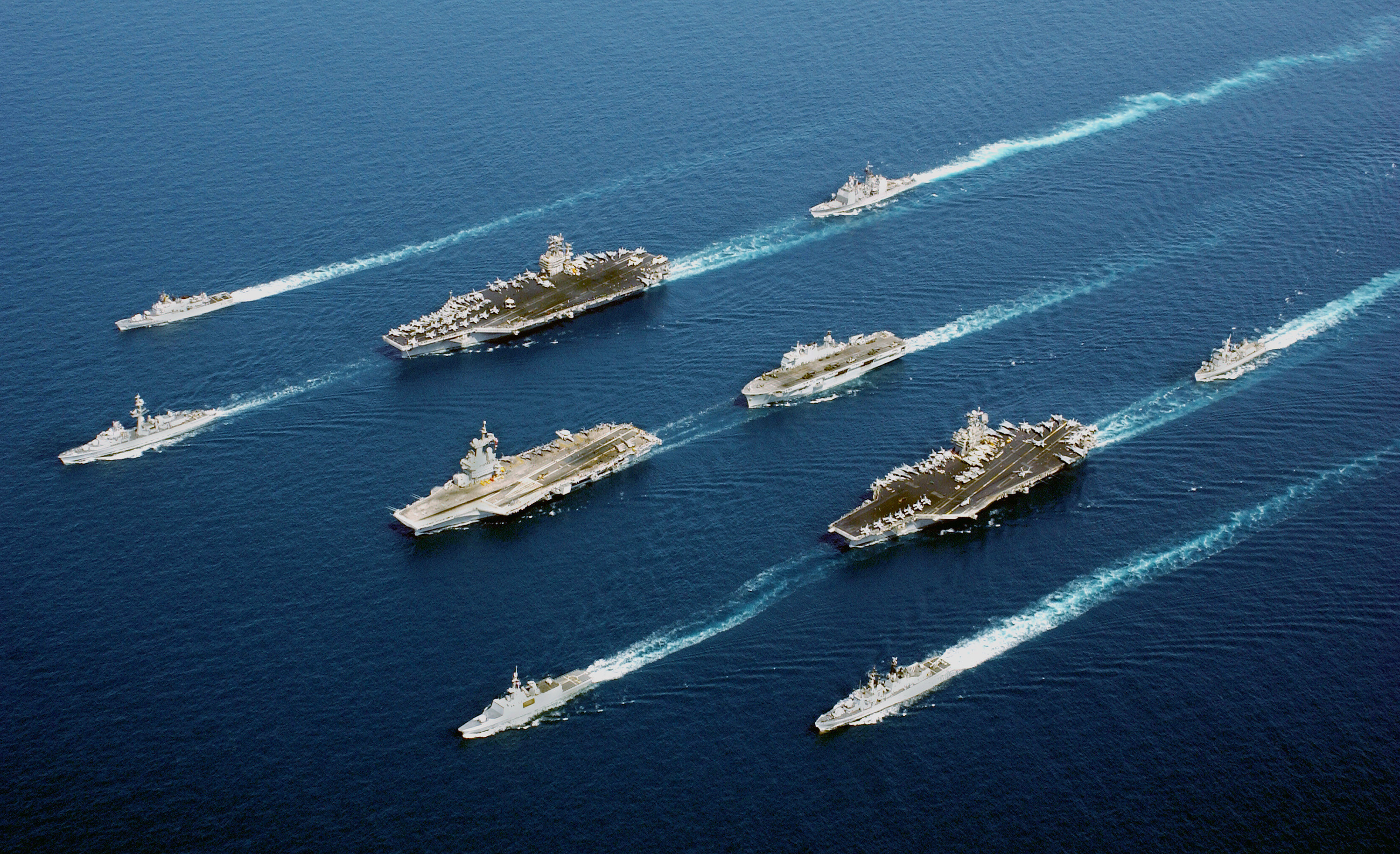
Flota multinacional formada durante la Operación Libertad Duradera.

Una flota es un gran grupo de buques, de importancia numérica muy variable. En el Ejército equivale a un ejército de campo.
A veces, y erróneamente, se denomina a la armada con el nombre de flota. Esto en la mayoría de casos estaría mal, ya que la armada debe ser del tamaño de una flota para poder ser llamada de esta manera. En muchos países la flota es el conjunto de buques, submarinos, marines y aeronaves pertenecientes a la armada. En algunos países la armada se compone de varias flotas y fuerzas operacionales.
Unidades relacionadas con la flota son: flotilla (más pequeña que la flota, de buques pequeños, equivale a un cuerpo de ejército), fuerzas operacionales (grupo de flotas), escuadrón o escuadra naval (similar a una flotilla, pero de buques de gran tamaño).
También se define como "flota" al conjunto de vehículos de una empresa o un país.

## Flota de guerra
Una flota de guerra es una formación de numerosos buques de combate, que constituyen las mayores unidades de una Armada.